# Fontecchio
Fontecchio est une commune de la province de L'Aquila dans les Abruzzes en Italie.

## Géographie

### Hameaux
San Pio di Fontecchio

### Communes limitrophes
Caporciano, Fagnano Alto, Rocca di Mezzo, Tione degli Abruzzi

## Histoire
Fontecchio appartient au territoire de Peltuinum, chez les Vestins. L’église rurale de la Madonna della Vittoria, est construite sur le soubassement d’un temple païen. Plusieurs inscriptions latines sont murées dans l’église, dont l’une qui mentionne la communauté des Aufenginates (qui a donné son nom à la commune actuelle de Fagnano). 
Au lieu-dit « Castellone », qui domine le bourg de San Pio, se trouvent les ruines d’un vicus romain et des structures d’époque médiévale, dont plusieurs citernes. Le Castellone correspond probablement au bourg de Summovico, mentionné dans le Chronicon Vulturnense (I, p. 208) pour l’année 787, que l’on trouve aussi dans les bulles de l’abbaye de Valva. Summovico disparaît de la documentation aux XIVe-XVe s., date à laquelle le site est probablement abandonné. Au lieu-dit localité Campo di Opi, plus au nord, se trouvait la nécropole, avec des tombes en pleine terre ou sous des tuiles.

## Administration
| Période                                  | Période      | Identité             | Étiquette | Qualité |
| ---------------------------------------- | ------------ | -------------------- | --------- | ------- |
| 14 juin 2004                             | 30 mars 2010 | Fiorangelo Benedetti |           |         |
| 30 mars 2010                             | En cours     | Sabrina Ciancone     |           |         |
| Les données manquantes sont à compléter. |              |                      |           |         |

## Personnalités liées à la commune
Pino Zac (1930-1985), dessinateur satirique qui travaillait aussi pour le Canard enchaîné, vécût ici les dernières années de sa vie.